# Paulo Marcos del Greco
Paulo Marcos Nogueira del Grecco, ou Paulo Marcos del Greco (Espírito Santo do Pinhal, 04 de julho de 1932 – Espírito Santo do Pinhal, 18 de janeiro de 2017) foi um poeta, tradutor e ensaísta brasileiro.
Na década de 1950, em Campinas, cidade onde passou parte da sua juventude, concluiu alguns dos seus primeiros cursos relacionados a arte e literatura no Centro de Ciências Letras e Artes (CCLA) e publicou ensaios e críticas em jornais locais. Graduado em Filosofia na Pontifícia Universidade Católica de Campinas em 1960, mais tarde cursou também História e Filosofia da Arte na Universidade de Londres.
No início da década de 1960, encontram-se alguns de seus primeiros poemas e traduções na diálogo - revista de cultura editada por Dora Ferreira da Silva e Vicente Ferreira da Silva.
Em novembro de 1960 foi publicado o seu primeiro livro de poemas intitulado Lamentações de fevereiro, Volume 8 da Coleção dos Novíssimos do editor Massao Ohno. Escolheu para abrir o livro uma epígrafe  do Zaratustra de Nietzsche. Por vezes, os versos dialogam com o poema "Sôbolos rios que vão" de Camões. A terceira, das cinco partes que formam o livro é dedicada à poeta (e amiga) Dora Ferreira da Silva, tradutora de Rainer Maria Rilke, em especial Elegias de Duíno livro com o qual del Greco estabelece forte relação.
Os versos iniciais do Lamentação de Fevereiro:
Sôbolos rios que vão por Babilônia
o tempo de chegar gerou a espera
e as mãos que me seguiram no caminho
teceram o foi e o que não era.
Sôbolos rios, tristes águas noites,
Babilônia outra vez ressurge em dias
e presente é passado e história é fuga
do escuro de teus olhos quando vias.
Por que tempo de amar, por que destêrro
nessa esfera armilar dentro do escuro,
onde barões assinalados, rudes,
cruzam as armas sobre a cruz de um muro?
Aqui é Babilônia. É parte alguma
onde tudo está. E armado em sangue
singra o tempo vazio o espaço exangue.
As palavras estão cansadas.
Sem deuses, a palavra cai
na conjura dos povos,
dorme no sobresalto das sílabas
e ressoa difícil, inquieta
no labirinto dos significados.
Semente que aguarda a madurez dos mitos
Palavra
árvore de lúcidas sombras
e frutos pressentidos
nas raízes.
Avesso às classificações, escreveu, "Pessoalmente não acredito em gerações e escolas. A obra dos grandes poetas é um constante desmentido a estas classificações" . Porém, del Greco é comumente associado à "geração 60 ou geração dos Novíssimos", em parte por ter sido editado por Massao Ohno, em parte por ter convivido no ambiente cultural de São Paulo, no final da década de 1950 e início da década de 1960, com Roberto Piva, Carlos Felipe Moisés, Décio Bar, Antonio Fernando de Franceschi, Claudio Willer, Hilda Hilst, Celso Luís Paulini, Renata Pallottini, Roberto Bicelli, entre outros.
No período mais recente Paulo Marcos del Greco foi inserido, junto com outros(as) 29 poetas, na Antologia poética da Geração 60(São Paulo: Nankin Editorial, 2000), organizada por Álvaro Alves de Faria e Carlos Felipe Moisés.
Em 2021, Lamentações de Fevereiro foi reeditado junto com poemas inéditos do autor. Essa nova edição conta com prefácio de Claudio Willer.
Além dos poemas, publicou crônicas, ensaios e críticas nos jornais O Estado de São Paulo, Jornal da Tarde, Folha de S.Paulo e Correio Popular. Trabalhou também nas áreas de criação e redação em agências de publicidade em São Paulo, cidade onde morou a maior parte da sua vida. Teve ainda reconhecida atuação profissional no campo dos direitos humanos nos âmbitos governamental, trabalhando na Secretaria de Administração Penitenciária do Estado de São Paulo (1994-1998), onde foi responsável pela criação de cursos para detentos do sistema semi aberto e por seminários relacionados a penas alternativas;  e não governamental, como membro da Anistia Internacional. No âmbito governamental trabalhou ainda na Secretaria de Estado da Cultura (São Paulo, 1990-1994).

## Publicações

### Poesia
- Ode itinerante. In: Diálogo - Revista de Cultura - volume 14, São Paulo: Sociedade Cultural Nova Crítica, 1960.
- Lamentações de fevereiro. Coleção dos Novíssimos - Volume 8, São Paulo: Massao Ohno, 1960. (Premiado pelo Clube de Poesia de São Paulo)
- Estâncias marinhas (inédito - circulou informalmente), 1960-1964.
- Poemas do quintal.[12] - 7 poemas inéditos de Paulo del Greco publicados por Rubens Jardim no portal Cronópios - 2006.
- Lamentações de fevereiro e outros poemas inéditos. São Paulo: K. Casa Editorial Independente, 2021. (ISBN: 978-65-993725-0-6)

### Ensaio
- Vitrais do Teatro Municipal de São Paulo. São Paulo: Departamento do Patrimônio Histórico, 1985.
- Piroska Kiszely. São Paulo: Encontro das Artes, 1988.
- Apresentação de Subsolo de Carlos Felipe Moisés. São Paulo: Massao Ohno, 1989.
- Paulo del Greco fala de Lezama Lima. 20 Cadernos da Autoria do Século XX. São Paulo: FUNARTE, 1998.
- Lúcia Castanho, a renovação de antigas formas. São Paulo: Mônica Figueiras Galeria de Arte, 2002.

### Tradução
- Antologia Lawrenciana. In: Diálogo - Revista de Cultura - volume 15, São Paulo: Sociedade Cultural Nova Crítica, 1963. (Contos e poesias de D. H. Lawrence traduzidos por: Milton Vargas, Sílvio de Campos Silva, Dora Ferreira da Silva, Maria José de Carvalho, Paulo Marcos del Greco e Décio Bar).
- Poema à estrangeira. Saint-John Perse. (inédito - circulou informalmente no final da década de 1960).
- Quatro quartetos. T. S. Eliot. (inédito - circulou informalmente no final da década de 1950).
- Retrato de uma dama. T. S. Eliot. (inédito - circulou informalmente no final da década de 1950).
- Uma partida de xadrez. T. S. Eliot. (inédito - circulou informalmente no final da década de 1950).

## Livros, Teses, Dissertações e Artigos
SEVILLA, Ibriela Bianca Berlanda. "Imagens da subjetividade nos arquivos de Roberto Piva". Tese  apresentada  ao  Curso  de  Pós-Graduação em Literatura da Universidade Federal de Santa Catarina, 2015. (podemos encontrar menções ao poeta Paulo Marcos del Grecco nas páginas 30 e 355)
HILÁRIO, José Reinaldo Nonnenmacher. "A Geração Difusa: Roberto Piva, Claudio Willer e Péricles Prade". Tese  apresentada  ao  Curso  de  Pós-Graduação em Literatura da Universidade Federal de Santa Catarina, 2018.  (podemos encontrar menções ao poeta Paulo Marcos del Greco nas páginas 233 a 236)
HUNGRIA, Camila e D´ELIA, Renata. "Os dentes da memória: Piva, Willer, Franceschi, Bicelli e uma trajetória paulista de poesia. Rio de Janeiro: Beco do Azougue, 2011. ISBN 978-7920-054-0 (podemos encontrar menções ao poeta Paulo Marcos del Greco nas páginas 11, 15, 16, 18, 21, 138 e 139) 

## Ligações Externas
Paulo Marcos del Greco: um excelente poeta jogado às traças, por Rubens Jardim (18 de setembro de 2007).
Paulo Marcos del Greco, por Antônio Miranda em Poesia dos Brasis (agosto de 2018).